# Sjumsinskij rajon
Il Sjumsinskij rajon (in russo Сюмсинский район?, in lingua udmurta Сюмси ёрос) è un municipal'nyj rajon della Repubblica Autonoma dell'Udmurtia, in Russia. Istituito il 15 luglio 1929, occupa una superficie di 1 793,06 chilometri quadrati, ha come capoluogo il villaggio di Sjumsi e una popolazione di 10 529 abitanti. Il distretto è suddiviso in 8 comuni rurali. Il più grande fiume del territorio è il Kil'mez', affluente di sinistra della Vjatka.